# Campionat britànic de motocròs 1966
La temporada de 1966 del Campionat britànic de motocròs fou la 15a edició d'aquest campionat, organitzat per l'ACU. Aquell any, el campionat canvià el seu nom inicial, "ACU Scramble Drivers' Star", al de "British Motocross Championship", el qual ha mantingut fins a l'actualitat.

## Classificació final

### 500cc
| Posició | Pilot           | Motocicleta | Punts |
| ------- | --------------- | ----------- | ----- |
| 1       | Dave Bickers    | ČZ          | 28    |
| 2       | Vic Eastwood    | BSA         | 26    |
| 3       | Jeff Smith      | BSA         | 14    |
| 4       | Arthur Lampkin  | BSA         | 11    |
| 5       | Chris Horsfield | ČZ          | 11    |
| 6       | John Banks      | BSA         | 9     |
| 7       | Jerry Scott     | BSA         | 5     |
| 8       | Keith Hickman   | BSA         | 5     |
| 9       | Roy Peplow      | BSA         | 4     |
| 10      | Dick Clayton    | Matchless   | 2     |

### 250cc
| Posició | Pilot           | Motocicleta | Punts |
| ------- | --------------- | ----------- | ----- |
| 1       | Freddie Mayes   | Greeves     | 23    |
| 2       | Dave Bickers    | ČZ          | 22    |
| 3       | Bryan Goss      | Husqvarna   | 16    |
| 4       | Alan Clough     | Greeves     | 13    |
| 5       | Malcolm Davis   | Bultaco     | 10    |
| 6       | Chris Horsfield | ČZ          | 8     |
| 7       | Arthur Browning | Greeves     | 7     |
| 8       | Terry Challinor | Husqvarna   | 6     |
| 9       | Vic Allan       | Greeves     | 4     |
| 10      | Bryan Wade      | Greeves     | 3     |

1. ↑  Segons una altra font, Alan Clough acabà en tercera posició.[1]